# 英国情報局秘密組織チェラブ
『英国情報局秘密組織チェラブ』（えいこくじょうほうきょくひみつそしきチェラブ、英語：CHERUB）は、ロバート・マカモア（Robert Muchamore）作のヤング・アダルト・ブック・シリーズで、CHERUB（チェラブ）と呼ばれる孤児たちで構成されたイギリス情報局のスパイ組織を描いている。イギリスで成功を収めた後、アメリカ合衆国、ニュージーランド、オーストラリアなどで発売され、さらにフランス語、ロシア語、ポルトガル語などに翻訳されている。ウェブサイトによれば、第1作『英国情報局秘密組織チェラブ Mission 1：スカウト（CHERUB: The Recruit）』以来、『チェラブ』シリーズは全世界で100万部を越える売り上げを記録し、映画化の予定もあるという。アンソニー・ホロヴィッツの『女王陛下の少年スパイ!アレックス（Alex Rider）』シリーズや、ジョー・クレイグ（Joe Craig）の『ジミー・コーツ（Jimmy Coates）』シリーズ、ジャック・ヘス（Jack Heath）の『Six of Hearts』シリーズと比較されることがある。

## 設定

### 組織
チェラブのミッションのほとんどはイギリス情報局保安部（MI5）の請負である。エージェントに子供たちを使っているのは、犯人たちは子供たちが情報を手に入れるため自分たちをスパイしていると疑わないだろうという仮定に基づいている。子供たちは全員が田舎にあるチェラブのキャンパスに暮らしていて、そこは一般人立ち入り禁止の陸軍射撃演習場とされている。　　　また、一般の人がこの施設に入ろうとすると終身刑となる。

### 階級
階級は子供たちの着ているTシャツの色で示される。
- オレンジ色 - キャンパスを訪れたゲストが着る。最高責任者の許可がなければ、誰も話しかけてはならない規則になっている。ジェームズは最初、ゲストとしてキャンパスにやってきた。
- 赤 - 基礎養成訓練前の子供たちが着る。基礎養成訓練は10歳4ヶ月にならないと受けられないので、それ以下の年齢（最低は6歳）の子供は赤いＴシャツを着ている。また、基礎養成訓練を受けて失敗した者も着ている。
- 薄いブルー - 100日間の基礎養成訓練中に着る。
- グレー - 基礎養成訓練を修了するともらえる。
- 濃紺（ダークブルー） - 1つのミッションで目覚ましい成果を挙げるか、または2、3のミッションで高い成果を挙げた時にもらえる。
- 黒 - 最高責任者の判断で、複数のミッションで目覚ましい成果を挙げた子供に贈られる。子供たちの1/3が卒業前までにもらおうと期待している。
- 白 - スタッフか、OBが親睦会にキャンパスに戻った時に着る。

## シリーズ

### 小説
Mission10:リスクを最後にぽるぷ出版による発刊は中止され、版権も失っているため今後続編が翻訳される予定はない。
（日付はイギリスでの発売日）
1. Mission 1：スカウト（The Recruit, 2004年4月15日） - 大澤晶・訳（ほるぷ出版）
2. Mission 2：クラスA（Class A, 2004年10月14日） - 大澤晶・訳（ほるぷ出版）
3. Mission 3：脱獄（Maximum Security, 2005年4月14日） - 大澤晶・訳（ほるぷ出版）
4. Mission 4：大もうけ（The Killing, 2005年10月13日）（ほるぷ出版）
5. Mission 5：マインド・コントロール（Divine Madness, 2006年4月6日）（ほるぷ出版）
6. Mission 6：リベンジ（Man Vs. Beast, 2006年10月19日）（ほるぷ出版）
7. Mission 7 : 疑惑（The Fall, 2007年3月15日）（ほるぷ出版）
8. Mission 8 : ギャング戦争（Mad Dogs, 2007年10月1日） (ほるぷ出版）
9. Mission 9:クラッシュ（The Sleepwalker, 2008年2月7日） (ほるぷ出版）
10. Mission10:リスク（The General, 2008年8月7日）（ほるぷ出版）
11. Mission11:Brigands.M.C（日本語での出版は中止）
12. Mission12:Shadow Wave（以下同様）
13. Mission13:People's republic
14. Mission14:Guardian
15. Mission15:Black Friday
16. Mission16:Lone Wolf
17. Mission17:New Guard

### 短編
1. Dark Sun（2008年3月6日）世界図書・著作権デーのために発売

『CHERUB: Dark Sun』はミニブックで、オーストラリアなどではミニブックを仕入れなかったため、当初イギリス以外で発売される予定はなかった。しかし、限定部数であったが、いくつかの国の独立系書店（アジア/太平洋諸国や国際的企業と関係した書店を含む）が『Dark Sun』を仕入れた。オーストラリアの書店の何店かでは、シリーズ第10作『CHERUB: The General』の予約特典として無料配布した。

### ヘンダソン少年隊
2009年から、チャールズ・ヘンダソンが組織したチェラブの前身「ヘンダソン少年隊（Henderson's Boys）」シリーズの刊行も予定されている。マカモアのウェブサイトによると、2009年2月に『The Escape』、2009年6月に『Eagle Day』、2010年に『Secret Army』が発売され、全8作の予定である。

## 登場人物

### チェラブのエージェント
- ジェームズ・アダムズ（James Adams） - 1991年、ロンドン出身。本名ジェームズ・ロバート・チョーク。主人公。かっとなりやすい性格で、よく問題を起こしていた。11歳の時、犯罪者だった母親が死んで孤児になり、チェラブにスカウトされる。シリーズを通して、たくさんのガールフレンド（ケリー・チャン、デーナ・スミス、他）ができる。11作目よりケリー・チャンと付き合うがのちに破局。デーナ・スミスと付き合うが、10作目でケリーとキスをしてしまう。のちにデーナに浮気をされ別れる。11作目でケリーと復縁。
- ローレン・アダムズ（Lauren Adams） - 1994年、ロンドン出身。本名ローレン・ゾーイ・アニアンズ。ジェームズの妹。母親の死後、父親ロン・アニアンズに引き取られるが、父親が密輸の罪で逮捕され、兄に続いてチェラブに入る。『Mission 3：脱獄』、『Mission 5：マインドコントロール』、『Mission 6：リベンジ』では兄と同じミッションを担当する。

- カイル・ブルーマン（Kyle Blueman） - 1988年、イギリスのどこかの出身。ジェームズをスカウトした。キャンパス内では海賊版DVDの商売で有名。ゲイであることものちのち分かる。
- ケリー・チャン（Kerry Chang） - 1992年、香港出身。火事で両親を失った後に、チェラブに入る。格闘技の達人。ジェームズの基礎養成訓練のパートナーで、『Mission 2：クラスA』でもミッションを共にする。
- ブルース・ノリス（Bruce Norris） - 1992年、ウェールズ出身。ジェームズのチェラブ入部の格闘技試験の相手を務めた。
- ガブリエル・オブライエン（Gabrielle O'Brien） - 1991年、ジャマイカ出身。ケリー・チャンの親友。ジェームズとともに基礎養成訓練を受ける。
- エイミー・コリンズ（Amy Collins） - 1987年、イングランド、グレーター・マンチェスター出身。『Mission 1：スカウト』ではジェームズに水泳を教え、また、ジェームズの最初のミッションで姉役を演じた。チェラブ卒業後は、兄弟のいるオーストラリアに渡り、ジェームズのオーストラリアでのミッション時にちらっと再登場する。
- ニコール・エディソン（Nicole Eddison） - 1992年、ロンドン出身。ジェームズとともに基礎養成訓練を受ける。
- ケヴィン・サマー（Kevin Summer） - 1997年、イングランド、ファーンバラ出身。高所恐怖症。
- デーナ・スミス（Dana Smith） - 1991年、オーストラリア出身。『Mission 5：マインドコントロール』でジェームズ、ローレンと同じミッションを担当する。
- シャキール・ダジャニ（Dajani） - 1992年、エジプト出身。スポーツ、とくにラグビーに秀でる。ジェームズとともに基礎養成訓練を受ける。

- ジェイク・パーカー（Jake Parker） - 1996年、イングランド、ニューキャッスル・アンダー・ライム出身。両親はグランド・キャニオンをヘリコプターで観光中に事故死した。『CHERUB: The Sleepwalker』でローレンと同じミッションを担当した。
- ベサニー・パーカー（Bethany Parker） - イングランド、ニューキャッスル・アンダー・ライム出身。ジェイク・パーカーの姉で、ローレンの親友。
- マイケル・ヘンドリー（Michael Hendry） - 1991年、イングランド、イプスウィッチ出身。
- デイヴィッド・"デーヴ"・モス（David "Dave" Moss） - 1988年、イングランド、ケント出身。『Mission 3：脱獄』、『Mission 4：大もうけ』でジェームズのパートナーを勤める。「キャンパス1のクール・ガイ」として知られ、参加した格闘技大会のすべてに優勝。過去にチェラブの女子メンバーを妊娠させたことがある。
- カラム・ライリー（Callum Reilly） - 1993年、イングランド、サリー出身。コナー・ライリーの双子の兄弟。ジェームズとともに基礎養成訓練を受けるが29日目にギブアップ。
- コナー・ライリー（Connor Reilly） - 1993年、イングランド、サリー 出身。カラム・ライリーの双子の兄弟。ジェームズとともに基礎養成訓練を受ける。
- グレッグ・"ラット"・ラスボーン（Greg "Rat" Rathbone） - 1994年、オーストラリア出身。有名なカルト集団「The Survivors」のリーダーの末っ子。知能がきわめて高い。『CHERUB: Dark Sun』では主要キャラクターを勤める。
- アンディ・ローガン（Andy Lagan） - 1994年、イングランド、サルフォード出身。ラットの親友で、『CHERUB: Dark Sun』では同じミッションを担当する。

### チェラブのスタッフ
- テレンス・"マック"・マカファティ博士（Dr Terence 'Mac' McAfferty） - チェラブの最高責任者。チェラブの創設者チャールズ・ヘンダソンの息子。
- ザーラ・アスカー（Zara Asker） - マカファティ博士の引退後、チェラブの最高責任者になる。

- ユーアト・アスカー（Ewart Asker） - ミッション監理官。ザーラの夫。
- ヨシプ・カザコフ（Yosyp Kazakov） - ウクライナ出身の教官。
- ミリー・ケントナー（Millie Ketner） - 元・チェラブ・エージェント。1985年のミッションは「チェラブ・エージェントによる最も傑出した成果」と評された。現在は首都警察（スコットランド・ヤード）に勤務している。
- メーガン・サマー（Megan Summer） - ケヴィンの妹。
- ジョン・ジョーンズ（John Jones） - MI5の麻薬捜査官。後にチェラブのミッション監理官になる。
- メリル・スペンサー（Meryl Spencer） - ジェームズの担当教官。ケニヤ出身で、1996年アトランタ・オリンピック金メダリストの経歴を持つ。
- ジョージ・パイク（George Pike） - 指導教官。
- クロエ・ブレイク（Chloe Blake） - ミッション副監理官。
- ノーマン・ラージ（Norman Large） - 基礎養成訓練担当の主任指導教官。

## 映画
Jigsaw Filmsが『チェラブ』シリーズの映画化権を購入し、ホラー映画『0:34 レイジ34フン』（2004年）、『Severance』（2006年）の監督クリストファー・スミスが脚本を執筆中である。原作者ロバート・マカモアによると、2009年8月頃に撮影をはじめ、2010年に公開されれば、とコメントしていたが、それまでに撮影の準備ができるかどうかは不明と語っていた。さらに、主人公である、ジェームズ・アダムスの役は決定しているが、他のキャストが決まるまで、また、撮影の準備が整うまで、彼が待っていられるかは不明だ、とも述べている。。

## 賞
- Mission 1：スカウト
  - 2005年 - Red House Children's Book Award、Bolton Children's Book Award、Medway Children's Book Award、Bishop Luffa Children's Book Award、Salford Children's Book Award、Doncaster Children's Book Award（上位入賞）
  - 2007年 - Sakura Medal、Richard and Judy Best Kids' Books、Kingston Young Readers Award

- Mission 3：脱獄
  - 2006年 - Portsmouth Children's Book Award、Grampian Children's Book Award（上位入賞）、Doncaster Children's Book Award（上位入賞）

- Mission 5：マインドコントロール
  - 2007年 - Lancashire Children's Book of the Year